# Paulette Bouvet
Paulette Bouvet, née le 18 mai 1914 à Montpellier et morte à Pierrefitte-sur-Seine le 24 septembre 2010, est une actrice française. Elle est la mère du comédien Jean-Christophe Bouvet.

## Filmographie

### Cinéma
- 1977 : La Machine de Paul Vecchiali
- 1977 : Le Théâtre des matières de Jean-Claude Biette
- 1978 : Les Belles Manières de Jean-Claude Guiguet
- 1978 : Corps à cœur de Paul Vecchiali
- 1979 : Simone Barbès ou la vertu de Marie-Claude Treilhou
- 1980 : C'est la vie ! de Paul Vecchiali
- 1980 : Loin de Manhattan de Jean-Claude Biette
- 1981 : Archipel des amours de Gérard Frot-Coutaz (sketch Le Goûter de Josette)
- 1982 : En haut des marches de Paul Vecchiali
- 1983 : Laisse béton de Serge Le Péron
- 1986 : Faubourg Saint-Martin de Jean-Claude Guiguet
- 1988 : Le Champignon des Carpathes de Jean-Claude Biette
- 1990 : Border Line de Danièle Dubroux
- 1990 : Le Jour des rois de Marie-Claude Treilhou
- 1991 : Les Dents de ma mère de Jean-Christophe Bouvet (court métrage)
- 1991 : J'embrasse pas d'André Téchiné
- 1992 : Border Line de Danièle Dubroux
- 1993 : Chasse gardée de Jean-Claude Biette
- 1994 : Le Complexe de Toulon de Jean-Claude Biette
- 1997 : Le Plaisir (et ses petits tracas) de Nicolas Boukhrief
- 1999 : L'Affaire Marcorelle de Serge Le Péron

### Télévision
- 1995 : Les Grandes Personnes de Daniel Moosmann